# شین بلک
شین بلک (انگلیسی: Shane Black؛ زادهٔ ۱۶ دسامبر ۱۹۶۱) فیلم‌نامه‌نویس و کارگردان اهل ایالات متحده آمریکا است.
بلک در ۲۱ اکتبر ۲۰۰۶ جایزه فیلمنامه نویس برجسته را از جشنواره فیلم آستین دریافت کرد. در سال ۲۰۰۵ جایزه بهترین فیلمنامه اصلی را برای بوس بوس بنگ بنگ از انجمن منتقدان فیلم سن دیگو دریافت کرد. 

## فیلم شناسی
- اسلحه مرگبار (۱۹۸۷) نویسنده فیلمنامه
- جوخه هیولاها (۱۹۸۷) نویسنده فیلمنامه
- اسلحه مرگبار ۲ (۱۹۸۹) نویسنده داستان
- آخرین پسر پیشاهنگ (۱۹۹۱) نویسنده و مدیرتولید
- آخرین قهرمان اکشن (۱۹۹۳) نویسنده فیلمنامه
- بوسه طولانی شب‌بخیر (۱۹۹۶) نویسنده و تهیه‌کننده
- بوس بوس بنگ بنگ (۲۰۰۵) نویسنده و کارگردان
- مرد آهنی ۳ (۲۰۱۳) نویسنده و کارگردان
- لبه (۲۰۱۵) نویسنده، کارگردان و تهیه‌کننده
- مردان خوب (۲۰۱۶) نویسنده و کارگردان
- غارتگر (۲۰۱۸) نویسنده و کارگردان
- بازی کثیف (۲۰۲۵) نویسنده و کارگردان